# Taube (Wappentier)

Taube symbolisiert den Heiligen Geist in Bad Waldsee-Mittelurbach

Tauben im Wappen von Halle-Neustadt

Wappen von Pfäfers

Taube im Wappen von Wiebelsheim

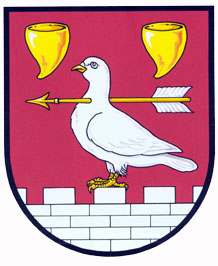
Wappen von Stránecká Zhoř

Die Taube ist nicht nur ein christliches Symbol in der Heraldik als eine besondere Form der Darstellung des Heiligen Geistes, sondern auch eine gemeine Figur und ein Wappentier.
Der französische Ritterorden Orden vom Heiligen Geist hat sie sich als Zeichen gewählt und ist auf der Vorderseite des grün emaillierten Mittelschildes dargestellt.
Eine Friedenstaube verkörpert das Symbol des Friedens und wird häufig silbern im Wappen gezeigt, als Vogel mit einem Zweig im Schnabel -so in Törökszentmiklós (Türkischsanktniklas) im Oberwappen und dem Schild- oder mit gleicher Intention stilisiert in Eisenhüttenstadt. Die Taube ist das Attribut der heiligen Adelgundis. Als solches Merkmal ist sie im Wappen von Wiebelsheim. Eine gepfeilte Taube ist das Wappen des mährischen Adelsgeschlechts der Stránecký von Stránec, sie findet sich u. a. im Wappen der Gemeinde Stránecká Zhoř.

Taube mit der heiligen Ampulle

Eine besondere Darstellung ist die senkrecht, selten aus einer Wappenecke, nach unten mit weit geöffneten Flügeln fliegende Taube (zum Schildfuß gerichteter Flug) und einem kleinen Tropfen vor dem Schnabel. Silber, selten Gold, als Wappentierfarbe ist Standard. Diese Taube symbolisiert die Sage von der heiligen Ampulle. Danach sollte zum Andenken an die Taufe von Chlodwig I., ein fränkischer König aus der Dynastie der Merowinger, in Reims eine Taube auf wundersamer Weise zu diesem Fest des Königs vom Himmel gefallen sein und eine ölgefüllte Flasche getragen haben. 
In der Gemeinde Arch wird das Wappen redend und die Szene aus der Bibel dargestellt.
Auf dem Emblem der Türkischen Republik Nordzypern und im Wappen der Republik Zypern ist die Taube einziges Wappenbild.
Die japanische Symbolik kennt die Taube als Glücksbringer.
Bekannt ist das Wappen der Fidschi-Inseln, wo sie im unteren Feld vorn (heraldisch rechts) ist. 
In der Darstellung der Drachentaube als mystisches Wappentier aus Taube und Drachen ist sie ein Mischwesen. Beide Taubenformen sind nicht sehr häufig.

## Weitere Wappen
- Bad Ragaz
- Duiven
- Büttel/Landkr. Cuxhaven Siehe auch: Hake Betken siene Duwen
- Einsingen, Eisenhüttenstadt
- Friedensdorf
- Gotteszell
- Pfaffen-Beerfurth
- Taubenheim/Spree
- Wegscheid